# Grammy for årets album
Grammy Award for Album of the Year er den mest prestigefyldte kategori ved den årlige Grammy Award. Prisen for årets bedste album har været uddelt siden 1959. Prisen var oprindeligt tiltænkt uddelt alene til artisten, men uddeles i dag til artisten, produceren, lydteknikeren m.fl. I 1962 blev kategoriens navn udvidet til Album of the Year (other than classical), men i 1965 gik man tilbage til det oprindelige navn. Det var først i 1968, at prisen blev uddelt til et rock-album. 
Frank Sinatra, Stevie Wonder, og Paul Simon er de artister, der har modtaget flest priser for årets album med 3 priser hver. Paul McCartney er med 9 nomineringer den artist, der er nomineret flest gange; fem som et medlem af The Beatles,tre for soloalbum,og en gang som medlem af Wings. 

## 1950'erne
| År   | Vinder                                                           | Nominerede                                                                                 |
| ---- | ---------------------------------------------------------------- | ------------------------------------------------------------------------------------------ |
| 1959 | The Music from Peter Gunn med medvirkende kunstner Henry Mancini | - Tchaikovsky: Concerto No. 1 in B Flat Minor, Op. 23 med medvirkende kunstner Van Cliburn |

## 1960'erne
| År   | Vinder                                                                                                  | Nominerede                                                                    |
| ---- | --- | ----------------------------------------------------------------------------- |
| 1960 | Come Dance with Me! med medvirkende kunstner Frank Sinatra                                              | - Victory at Sea, Vol. 1 med medvirkende kunstner Robert Russell Bennett      |
| 1961 | The Button-Down Mind of Bob Newhart med medvirkende kunstner Bob Newhart                                | - Wild Is Love med medvirkende kunstner Nat King Cole                         |
| 1962 | Judy at Carnegie Hall med medvirkende kunstner Judy Garland                                             | - West Side Story Soundtrack med medvirkende kunstner Various Artists         |
| 1963 | The First Family med medvirkende kunstner Vaughn Meader                                                 | - My Son, the Folk Singer med medvirkende kunstner Allan Sherman              |
| 1964 | The Barbra Streisand Album med medvirkende kunstner Barbra Streisand                                    | - The Singing Nun med medvirkende kunstner The Singing Nun                    |
| 1965 | Getz/Gilberto med medvirkende kunstner Stan Getz & João Gilberto                                        | - The Pink Panther med medvirkende kunstner Henry Mancini                     |
| 1966 | September of My Years med medvirkende kunstner Frank Sinatra, produceret af Sonny Burke                 | - The Sound of Music Soundtrack med medvirkende kunstner Various Artists      |
| 1967 | A Man and His Music med medvirkende kunstner Frank Sinatra, produceret af Sonny Burke                   | - What Now My Love med medvirkende kunstner Herb Alpert and the Tijuana Brass |
| 1968 | Sgt. Pepper's Lonely Hearts Club Band med medvirkende kunstner The Beatles, produceret af George Martin | - Ode to Billie Joe med medvirkende kunstner Bobbie Gentry                    |
| 1969 | By the Time I Get to Phoenix med medvirkende kunstner Glen Campbell, produceret af Al De Lory           | - A Tramp Shining med medvirkende kunstner Richard Harris                     |

## 1970'erne
| År   | Vinder | Nominerede                                                                                                   |
| ---- | --- | --- |
| 1970 | Blood, Sweat & Tears med medvirkende kunstner Blood, Sweat & Tears, produceret af James William Guercio | - At San Quentin med medvirkende kunstner Johnny Cash                                                        |
| 1971 | Bridge over Troubled Water med medvirkende kunstner Simon & Garfunkel; produceret af Art Garfunkel, Paul Simon & Roy Halee | - Sweet Baby James med medvirkende kunstner James Taylor                                                     |
| 1972 | Tapestry med medvirkende kunstner Carole King, produceret af Lou Adler | - Shaft med medvirkende kunstner Isaac Hayes                                                                 |
| 1973 | The Concert for Bangladesh med medvirkende kunstnere George Harrison, Ravi Shankar, Bob Dylan, Leon Russell, Ringo Starr, Billy Preston, Eric Clapton & Klaus Voormann; produceret af George Harrison & Phil Spector | - Nilsson Schmilsson med medvirkende kunstner Nilsson                                                        |
| 1974 | Innervisions med medvirkende kunstner Stevie Wonder, produceret af Stevie Wonder | - There Goes Rhymin' Simon med medvirkende kunstner Paul Simon                                               |
| 1975 | Fulfillingness' First Finale med medvirkende kunstner Stevie Wonder, produceret af Stevie Wonder | - Court and Spark med medvirkende kunstner Joni Mitchell                                                     |
| 1976 | Still Crazy After All These Years med medvirkende kunstner Paul Simon, produceret af Paul Simon & Phil Ramone | - One of These Nights med medvirkende kunstner The Eagles                                                    |
| 1977 | Songs in the Key of Life med medvirkende kunstner Stevie Wonder, produceret af Stevie Wonder | - Silk Degrees med medvirkende kunstner Boz Scaggs                                                           |
| 1978 | Rumours med medvirkende kunstner Fleetwood Mac; produceret af Fleetwood Mac, Ken Caillat & Richard Dashut | - Star Wars Soundtrack med medvirkende kunstner John Williams som dirigent for the London Symphony Orchestra |
| 1979 | Saturday Night Fever: The Original Movie Sound Track med medvirkende kunstner Bee Gees, KC and the Sunshine Band, Kool & the Gang, MFSB, Ralph MacDonald, Tavares, The Trammps, Walter Murphy & Yvonne Elliman; produceret af Albhy Galuten, Arif Mardin, Bee Gees, Bill Oakes, Bobby Martin, Broadway Eddie, David Shire, Freddie Perren, Harry Wayne Casey, K.G. Productions, Karl Richardson, Ralph MacDonald, Richard Finch, Ron Kersey, Thomas J. Valentino & William Salter | - Some Girls med medvirkende kunstner The Rolling Stones                                                     |

## 1980'erne
| År   | Vinder | Nominerede |
| ---- | --- | --- |
| 1980 | 52nd Street med medvirkende kunstner Billy Joel, produceret af Phil Ramone                                         | - Breakfast in America med medvirkende kunstner Supertramp |
| 1981 | Christopher Cross med medvirkende kunstner Christopher Cross; produceret af Michael Omartian                       | - Guilty med medvirkende kunstner Barbra Streisand |
| 1982 | Double Fantasy med medvirkende kunstner John Lennon & Yoko Ono; produceret af Jack Douglas, John Lennon & Yoko Ono | - Mistaken Identity med medvirkende kunstner Kim Carnes - Breakin' Away med medvirkende kunstner Al Jarreau - The Dude med medvirkende kunstner Quincy Jones - Gaucho med medvirkende kunstner Steely Dan |
| 1983 | Toto IV med medvirkende kunstner Toto, produceret af Toto                                                          | - Tug of War med medvirkende kunstner Paul McCartney |
| 1984 | Thriller med medvirkende kunstner Michael Jackson, produceret af Michael Jackson & Quincy Jones                    | - Flashdance Soundtrack med medvirkende kunstner Various Artists |
| 1985 | Can't Slow Down med medvirkende kunstner Lionel Richie, produceret af James Anthony Carmichel & Lionel Richie      | - Private Dancer med medvirkende kunstner Tina Turner |
| 1986 | No Jacket Required med medvirkende kunstner Phil Collins, produceret af Hugh Padgham & Phil Collins                | - We Are the World med medvirkende kunstner USA for Africa |
| 1987 | Graceland med medvirkende kunstner Paul Simon, produceret af Roy Halee & Paul Simon                                | - Back in the High Life med medvirkende kunstner Steve Winwood |
| 1988 | The Joshua Tree med medvirkende kunstner U2, produceret af Brian Eno & Daniel Lanois                               | - Sign o' the Times med medvirkende kunstner Prince |
| 1989 | Faith med medvirkende kunstner George Michael, produceret af George Michael                                        | - Roll with It med medvirkende kunstner Steve Winwood |

## 1990'erne
| År   | Vinder | Nominerede |
| ---- | --- | --- |
| 1990 | Nick of Time med medvirkende kunstner Bonnie Raitt, produceret af Don Was | - Traveling Wilburys Vol. 1 med medvirkende kunstner Traveling Wilburys |
| 1991 | Back on the Block med medvirkende kunstner Quincy Jones and Various Artists, produceret af Quincy Jones | - Wilson Phillips med medvirkende kunstner Wilson Phillips |
| 1992 | Unforgettable... with Love med medvirkende kunstner Natalie Cole; produceret af Andre Fischer, David Foster & Tommy LiPuma | - The Rhythm of the Saints med medvirkende kunstner Paul Simon |
| 1993 | Unplugged med medvirkende kunstner Eric Clapton, produceret af Russ Titelman | - Beauty and the Beast: Original Motion Picture Soundtrack med medvirkende kunstner Various Artists |
| 1994 | The Bodyguard Soundtrack med medvirkende kunstner Whitney Houston; produceret af Babyface, BeBe Winans, David Cole, David Foster, L.A. Reid, Narada Michael Walden & Robert Clivilles                                                                              | - Kamakiriad med medvirkende kunstner Donald Fagen - River of Dreams med medvirkende kunstner Billy Joel - Automatic for the People med medvirkende kunstner R.E.M. - Ten Summoner's Tales med medvirkende kunstner Sting |
| 1995 | MTV Unplugged: Tony Bennett med medvirkende kunstner Tony Bennett, produceret af David Kahne | - Seal med medvirkende kunstner Seal |
| 1996 | Jagged Little Pill med medvirkende kunstner Alanis Morissette, produceret af Glen Ballard | - Vitalogy med medvirkende kunstner Pearl Jam |
| 1997 | Falling into You med medvirkende kunstner Celine Dion; produceret af Aldo Nova, Billy Steinberg, Dan Hill, David Foster, Humberto Gatica, Jean-Jacques Goldman, Jeff Bova, Jim Steinman, John Jones, Ric Wake, Rick Hahn, Rick Nowels, Roy Bittan & Steven Rinkoff | - Waiting to Exhale: Original Soundtrack Album med medvirkende kunstner Various Artists |
| 1998 | Time out of Mind med medvirkende kunstner Bob Dylan, produceret af Daniel Lanois | - The Day med medvirkende kunstner Babyface - This Fire med medvirkende kunstner Paula Cole - Flaming Pie med medvirkende kunstner Paul McCartney - OK Computer med medvirkende kunstner Radiohead                        |
| 1999 | The Miseducation of Lauryn Hill med medvirkende kunstner Lauryn Hill; engineered/mixed by Chris Theis, Commissioner Gordon, Johnny Wydrycz, Ken Johnston, Matt Howe, Storm Jefferson, Tony Prendatt & Warren Riker; produceret af Lauryn Hill                      | - Ray of Light med medvirkende kunstner Madonna - The Globe Sessions med medvirkende kunstner Sheryl Crow - Version 2.0 med medvirkende kunstner Garbage - Come on Over med medvirkende kunstner Shania Twain             |

## 2000'erne
| År   | Vinder | Nominerede |
| ---- | --- | --- |
| 2000 | Supernatural med medvirkende kunstner Santana; engineered/mixed by Alvaro Villagra, Andy Grassi, Anton Pukshansky, Benny Faccone, Chris Theis, Commissioner Gordon, David Frazer, David Thoener, Glenn Kolotkin, Jeff Poe, Jim Gaines, Jim Scott, John Gamble, John Karpowich, John Seymour, Matty Spindel, Mike Couzzi, Steve Farrone, Steve Fontano, T-Ray, Tom Lord-Alge, Tony Prendatt & Warren Riker; produceret af Alex Gonzales, Art Hodge, Charles Goodan, Clive Davis, Dante Ross, Dust Brothers, Fher Olvera, Jerry 'Wonder' Duplessis, K. C. Porter, Lauryn Hill, Matt Serletic, Stephen M. Harris & Wyclef Jean | - FanMail med medvirkende kunstner TLC |
| 2001 | Two Against Nature med medvirkende kunstner Steely Dan; engineered/mixed by Dave Russell, Elliot Scheiner, Phil Burnett & Roger Nichols; produceret af Donald Fagen & Walter Becker | - You're the One med medvirkende kunstner Paul Simon |
| 2002 | O Brother, Where Art Thou? Soundtrack med medvirkende kunstner Alison Krauss & Union Station, Chris Sharp, Chris Thomas King, Emmylou Harris, Gillian Welch, Harley Allen, John Hartford, Mike Compton, Norman Blake, Pat Enright, Peasall Sisters, Ralph Stanley, Sam Bush, Stuart Duncan, The Cox Family, The Fairfield Four, The Whites & Tim Blake Nelson; engineered/mixed by Mike Piersante & Peter Kurland; master engineered by Gavin Lurssen; produceret af T-Bone Burnett | - All That You Can't Leave Behind med medvirkende kunstner U2 |
| 2003 | Come Away with Me med medvirkende kunstner Norah Jones; engineered/mixed by Jay Newland & S. Husky Höskulds; master engineered by Ted Jensen; produceret af Arif Mardin, Craig Street, Jay Newland & Norah Jones | - The Rising med medvirkende kunstner Bruce Springsteen |
| 2004 | Speakerboxxx/The Love Below med medvirkende kunstner OutKast; engineered/mixed by Brian Paturalski, Chris Carmouche, Darrell Thorp, Dexter Simmons, John Frye, Kevin Davis, Matt Still, Moka Nagatani, Neal H. Pogue, Padraic Kernin, Pete Novak, Reggie Dozier, Robert Hannon, Terrence Cash & Vincent Alexander; master engineered by Bernie Grundman & Brian Gardner; produceret af André 3000, Big Boi & Carl Mo | - Elephant med medvirkende kunstner The White Stripes |
| 2005 | Genius Loves Company med medvirkende kunstner Ray Charles and Various Artists; engineered/mixed by Al Schmitt, Ed Thacker, Joel W. Moss, John Harris, Mark Fleming, Pete Karam, Robert Fernandez, Seth Presant & Terry Howard; master engineered by Doug Sax & Robert Hadley; produceret af Don Mizell, Herbert Waltl, John R. Burk, Phil Ramone & Terry Howard | - The College Dropout med medvirkende kunstner Kanye West |
| 2006 | How to Dismantle an Atomic Bomb med medvirkende kunstner U2; engineered/mixed by Carl Glanville, Flood, Greg Collins, Jacknife Lee, Nellee Hooper, Simon Gogerly & Steve Lillywhite; master engineered by Arnie Acosta; produceret af Brian Eno, Chris Thomas, Daniel Lanois, Flood, Jacknife Lee & Steve Lillywhite | - Late Registration med medvirkende kunstner Kanye West |
| 2007 | Taking the Long Way med medvirkende kunstner Dixie Chicks; engineered/mixed by Chris Testa, Jim Scott & Richard Dodd; master engineered by Richard Dodd; produceret af Rick Rubin | - FutureSex/LoveSounds med medvirkende kunstner Justin Timberlake |
| 2008 | River: The Joni Letters med medvirkende kunstner Herbie Hancock; featuring Norah Jones, Joni Mitchell, Corinne Bailey Rae , Tina Turner ; produceret af Herbie Hancock & Larry Klein; engineered/mixed by Helik Hadar; master engeineered by Bernie Grundman | - Back to Black med medvirkende kunstner Amy Winehouse |
| 2009 | Raising Sand med medvirkende kunstner Robert Plant & Alison Krauss; produceret af T Bone Burnett; engineered/mixed by Mike Piersante; master engeineered by Gavin Lurssen | - Viva la Vida or Death and All His Friends med medvirkende kunstner Coldplay - Year of the Gentleman med medvirkende kunstner Ne-Yo - In Rainbows med medvirkende kunstner Radiohead - Tha Carter III med medvirkende kunstner Lil Wayne |

## 2010'erne
| År   | Vinder | Nominerede |
| ---- | --- | --- |
| 2010 | Fearless med medvirkende kunstner Taylor Swift; Colbie Caillat, featured artist; Nathan Chapman & Taylor Swift, producers; Chad Carlson, Nathan Chapman & Justin Neibank, engineers/mixers; Hank Williams, mastering engineer | - The Fame med medvirkende kunstner Lady Gaga - Big Whiskey and the Groogrux King med medvirkende kunstner the Dave Matthews Band - The E.N.D. med medvirkende kunstner The Black Eyed Peas - I Am... Sasha Fierce med medvirkende kunstner Beyoncé |
| 2011 | The Suburbs med medvirkende kunstner Arcade Fire; Arcade Fire & Markus Dravs, producers; Arcade Fire, Markus Dravs, Mark Lawson & Craig Silvey, engineers/mixers; George Marino, mastering engineer                           | - Recovery med medvirkende kunstner Eminem - Need You Now med medvirkende kunstner Lady Antebellum - The Fame Monster med medvirkende kunstner Lady Gaga - Teenage Dream med medvirkende kunstner Katy Perry                                        |

## Eksterne links
- Officiel website